# Chrysolina warchalowskii
Chrysolina warchalowskii é uma espécie de artrópode pertencente à família Chrysomelidae.